# Фингал (кратер)
Вижте пояснителната страница за други значения на Фингал.
Фингал (на английски: Fingal) е ударен кратер, разположен на астероид (243) Ида. Той е с диаметър 1,5 km и е кръстен на Фингал – пещера на Хебридски острови, Шотландия.